# 全日本弓道連盟
全日本弓道連盟（ぜんにっぽんきゅうどうれんめい）は、日本国内における弓道競技の大部分を統括する国内競技連盟。全国の地方連盟を加盟団体としている。全日本弓道連盟は日本武道協議会、日本スポーツ協会、日本オリンピック委員会、国際弓道連盟に加盟している。略称は全弓連、または日弓連。（以下、本稿では全弓連と略す。）
1968年まで、国際アーチェリー連盟(FITA)に加入していたが、経費の問題から1968年末、FITAへの加盟権を全日本アーチェリー連盟に譲渡した。

## 法人概要
全弓連はその設立目的として、『日本固有の伝統文化である弓道の継承及び斯道の普及振興に関する事業を行い、
国民体力の向上とスポーツ精神の涵養に資し、もって社会文化の進展に寄与すること』を掲げている。
事業としては下記の6項目を挙げている。
1. 弓道指導者の育成事業
2. 弓道競技力の向上事業
3. 称号の査定及び段級の審査
4. 弓道の普及振興に関する事業
5. その他この法人の目的を達成するために必要な事業

機関誌として、月刊『弓道』の発行を行っている。
加盟団体は各都道府県の54団体（東京都は第一・第二・第三の3地区連盟、北海道は中央・西部・南部・東部・中部・北部の6地区連盟、その他は各府県ごとの連盟）である。
令和5年3月31日現在の会員数は137,126名であり、このうち称号受有者数は範士66名、教士1,943名、錬士4,561名である。
なお、全弓連は事実上国内弓道競技を統括しているが、全弓連に関係せずに活動する流派・弓道家も少なくはない。また大学生の弓道競技組織である全日本学生弓道連盟は全弓連とは独立した組織である。

## 歴史

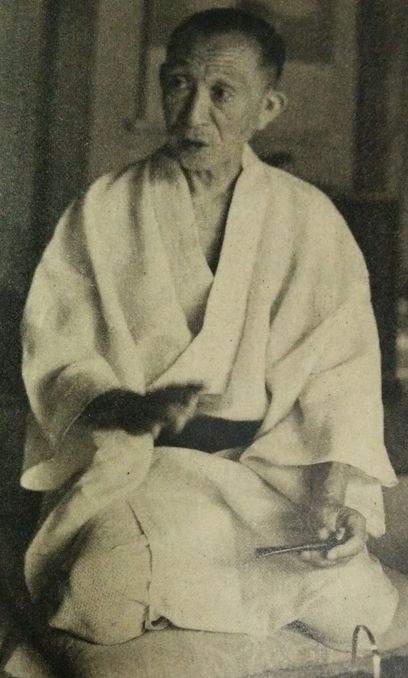
全日本弓道連盟初代会長、宇野要三郎

- 1945年（昭和20年）11月6日・12月26日、文部省通達[5]により、学校における武道全面禁止。
- 1946年（昭和21年）10月31日、大日本武徳会は自主解散を宣言するもGHQに認められず、11月9日に解散を命じられる。
- 1947年（昭和22年）春、「全日本弓道連盟」結成。会長に宇野要三郎。
- 1947年（昭和22年）5月10日、奈良橿原神宮にて第１回定期大会が行われる。
- 1948年（昭和23年）12月、諸般の事情[6]より「全日本弓道連盟」解散。
- 1949年（昭和24年）4月3日、「日本弓道連盟」結成準備。会長に樋口実。
- 1949年（昭和24年）5月22日、「日本弓道連盟」創立。祝賀射会が行われる。
- 1949年（昭和24年）6月30日、日本体育協会に仮加入。
- 1949年（昭和24年）7月29日、段級審査規程・競技審判規程施行。
- 1949年（昭和24年）8月1日、『日本弓道』創刊（タブロイド版）。
- 1950年（昭和25年）5月2日、千葉胤次会長に就任。
- 1950年（昭和25年）8月2日、日本体育協会に正式加盟。
- 1951年（昭和26年）3月、「日本弓道」B5判の新聞型に。
- 1951年（昭和26年）7月25日、中学校以上の体育教材として弓道の実施許可。
- 1952年（昭和27年）5月2日、弓道競技規則制定。
- 1953年（昭和28年）8月1日、『弓道教本第一巻 射法篇』発行。
- 1953年（昭和28年）9月15日、「財団法人日本弓道連盟」の設立が許可された。
- 1953年（昭和28年）11月15日、日本弓道は昭和28年9月号で終了し、A5判雑誌型『弓道』創刊。
- 1954年（昭和29年）5月2日、第１回定時評議員会。再任8名、新任7名、退任2名、解任1名。武徳会に対する方針決定。
- 1955年（昭和30年）3月1日、『弓道教本第二巻 射技篇」発行。
- 1955年（昭和30年）8月3日、2つの日本武徳会設立申請が却下された。
- 1956年（昭和31年）4月15日、『弓道教本第三巻 続射技篇』発行。
- 1957年（昭和32年）1月18日、「財団法人全日本弓道連盟」に名称変更。
- 1959年（昭和34年）7月6日、千葉胤次会長死去。会長に宇野要三郎。
- 1960年（昭和35年）11月11日、天皇杯下賜。全日本男子弓道選手権大会優勝者に授与されている。
- 1967年（昭和42年）3月29日、文部省通達[7]により、弓道が高校正課体育種目に。
- 1969年（昭和44年）3月22日、宇野要三郎会長死去。会長に樋口実。
- 1971年（昭和46年）、『弓道教本第一巻 射法篇 改訂増補版』発行。
- 1974年（昭和49年）5月28日、中野慶吉、会長に就任。
- 1977年（昭和52年）5月3日、百合野稔、会長に就任。
- 1984年（昭和59年）5月4日、武田豊、会長に就任。
- 1984年（昭和59年）5月30日、『弓道教本第四巻 理念と射技詳論』発刊。
- 1986年（昭和61年）5月4日、斉藤友治、会長に就任。
- 1992年（平成4年）5月、鴨川信之（乃武幸）、会長に就任。
- 1997年（平成9年）、皇后杯下賜。全日本女子弓道選手権大会に授与されている。
- 2006年（平成18年）5月3日、鈴木三成、会長に就任。
- 2011年（平成23年）11月1日、「公益財団法人全日本弓道連盟」に移行。
- 2012年（平成24年）3月、石川武夫、会長に就任。
- 2015年（平成27年）7月、柴田猛、会長に就任。

## 関連団体
- 国際弓道連盟
- 財団法人全国高等学校体育連盟弓道専門部
- 財団法人日本中学校体育連盟弓道専門部
- 全日本教職員弓道連盟
- 全日本実業団弓道連盟
- 全日本学生弓道連盟（全弓連の傘下には属しておらず、競技規則も異なる。）

## 主催大会
- 全日本弓道大会：5月開催。四段以上が参加できるオープン制の大会。
- 全国大学弓道選抜大会：6月開催。前年の各地区学生連盟の試合の成績上位校による大会。
- 全日本勤労者弓道選手権大会：6月開催。
- 全日本少年武道（弓道）錬成大会：夏季開催。
- 全国高等学校弓道大会：8月開催。高校総体。
- 全日本教職員弓道選手権大会：
- 全国中学生弓道大会：8月開催。会場は全日本弓道連盟中央道場。
- 全日本弓道選手権大会：9月開催。会場は伊勢神宮と明治神宮の持ち回り。優勝者には天皇盃・皇后盃が授与される。
- 国民体育大会弓道競技会
- 全日本弓道遠的選手権大会：10月開催。
- 全日本実業団弓道大会
- 明治神宮奉納全国弓道大会
- 全国弓道遠的大会
- 全国高等学校弓道選抜大会